# 三井物産デジタル
三井物産デジタル株式会社（みついぶっさんデジタル）は、かつて存在した日本の企業である。三井物産の子会社であった。

## 概要
1988年に、三井物産に勤務していた土屋哲雄が設立し、社長を務めた。社内ベンチャーとして起業され、物産から当時35歳の人物が新会社の社長になったことは初の事例であった。
その後、ビーエスアイに吸収されている。

## 主な事業
レーザープリンターの開発および販売を行っていた。1990年1月にプリンタ「MEGA Jr.」を発売し、ページプリンターの低価格化に大きな影響を与えた。
ゴルフのスイングを動画撮影しモニター上で再生可能な「モーション・トレーサー」を開発した。
1992年11月から、低価格のパーソナルコンピュータの販売を行った。ブランド名は「PCiN」である。直営店は東京・秋葉原に開設された。

## 沿革

### 物産デジタル株式会社
- 1988年（昭和63年）
  - 8月 - 三井物産株式会社100%出資で物産デジタル株式会社を東京都千代田区神田錦町に設立　資本金9千万円
  - 8月 - 自社ブランド商品ＡＸ『VAR-MATE』シリーズ、レーザープリンター『LASER MEGA』を開発し発売
- 1990年（平成2年）
  - 1月 - 資本金を2億円に増資、三井物産デジタル株式会社に商号を変更。

### 三井物産デジタル株式会社
- 1990年（平成2年）
  - 2月 - 国内初の20万円台レーザープリンター『MEGA Jr.』を開発　販売を開始
  - 3月 - ボーリング場用の自動採点装置『ダイナミック・ビジョン』を開発　販売を開始
- 1991年（平成3年）
  - 1月 - i486を搭載したIBM PC/AT互換機『Superset』シリーズの販売を開始
  - 3月 - 480dpiの高解像度レーザープリンター『MEGA480』を開発、販売を開始
- 1992年（平成4年）
  - 2月 - ゴルフスイング分析システム『モーション・トレーサー』を開発、販売を開始
  - 10月 - 自社ブランドDOS/Vパソコン『PCiN』シリーズの販売を開始
- 1993年（平成5年）
  - 1月 - 株式会社エス・アイ・エム　設立
  - 10月 - DOS/Vパソコン専門店『PCiN秋葉原』を開店
- 1994年（平成6年）
  - 9月 - 富士ゼロックス社製レーザープリンター『Laser Wind』シリーズの販売を開始
- 1997年（平成9年）
  - 7月 - コンピュータグラフィックス専門ショップ『CGiN』を秋葉原に開店
- 1998年（平成10年）
  - 8月 - Microsoft Windows OEM 製品の販売代理権取得
- 1999年（平成11年）
  - 10月 - ロジックエミュレータ『REALE』を開発、販売を開始
- 2000年（平成12年）
  - 5月 - 仏国GUILLEMOT社HERCULES VGAカード、PCアクセサリー販売代理権取得
- 2001年（平成13年）
  - 4月 - エミュレーション事業を日本ケイデンス・デザイン・システムズ社（クイックターン事業部）に譲渡
  - 7月 - リサイクルパソコン 『Ecoputer』 販売を開始
- 2002年（平成14年）
  - 4月 - 株式会社エス・アイ・エムと合併、新会社名を三井物産デジタル株式会社として発足

## その他
設立時から、社員の給料では年俸制となっていた。社長の土屋は、年俸制導入が創業期の業績向上につながったと発言している。
土屋哲雄は叔父の土屋嘉雄に頼まれて退社しワークマンの専務についた。